# Симплокос
Симплокос (лат. Symplocos) — типовой род цветковых растений семейства Симплоковые (Symplocaceae) порядка верескоцветных (Ericales). Иногда считается единственным родом в своём семействе.

## Распространение
Род включает более 200 видов, широко распространённых в тропических и субтропических регионах Азии, Австралии и Америки, но отсутствующих в Африке. Многие виды произрастают во влажных тропических биотопах.

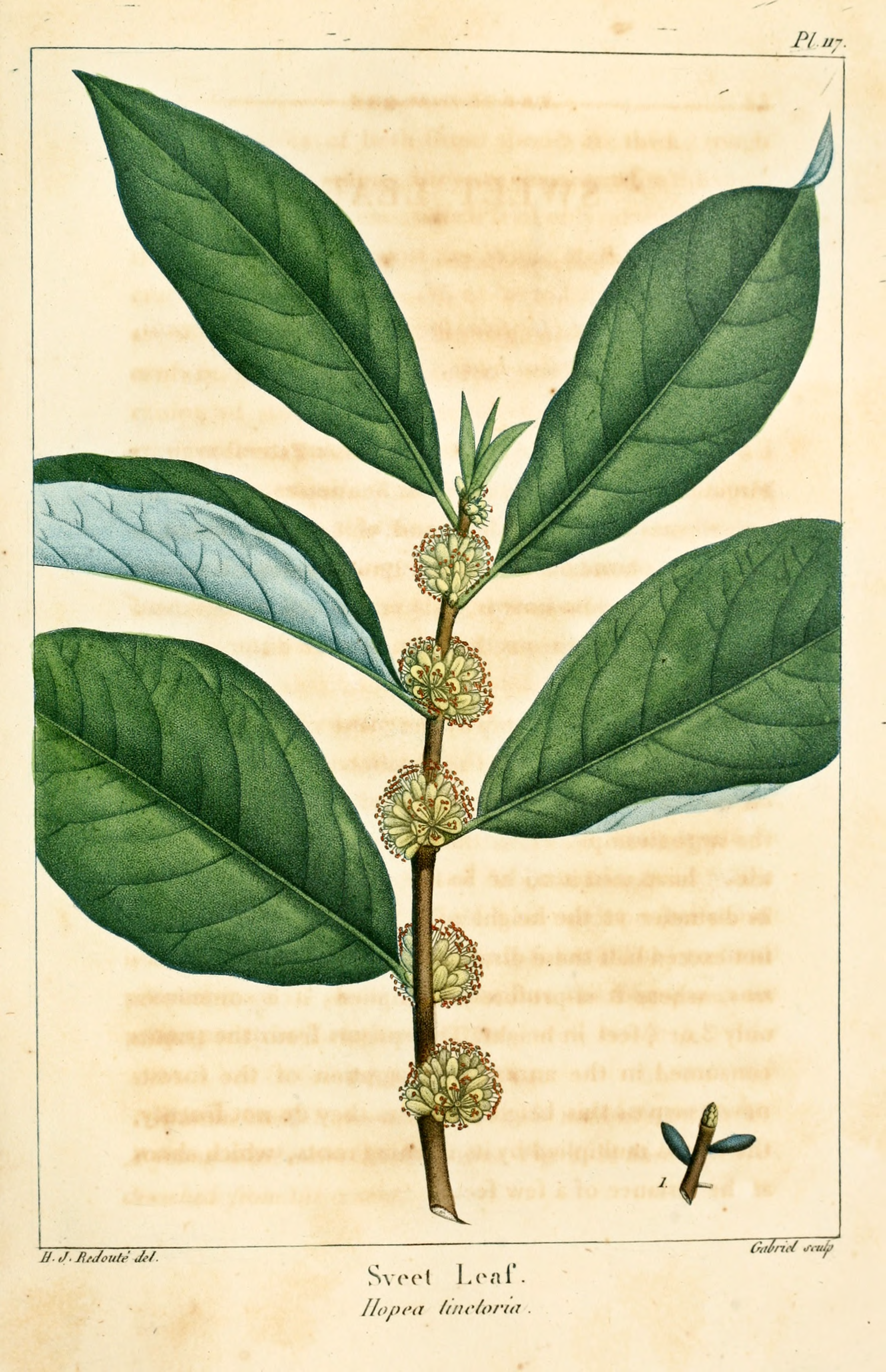
Symplocos tinctoria Ботаническая иллюстрация из книги The North American Sylva, 1819

Пыльца цветков Symplocos обнаруживается в отложениях эоцена на территории Европы.
В Китае произрастает 42 вида, из которых — 18 эндемики.

## Ботаническое описание
Виды этого рода представлены вечнозелёными кустарниками и деревьями с белыми или жёлтыми цветками.
Простые листовые пластинки с гладким, зубчатым или зазубренным краем. Прилистники отсутствуют.
Плод — костянка. Семена с обильным эндоспермом, с прямым или изогнутым зародышем, семядоли очень короткие.

## Значение и применение
Плоды активно поедаются многими птицами. На склонах экваториальных Анд, в зарослях симплокоса кормятся целые стаи индеек, поедающие его плоды, похожие на сливы. Для летучих мышей эти плоды также являются излюбленным лакомством, предпочтительным перед плодами других растений. Летучие мыши и обезьяны успешно обнаруживают даже незаметные в листве голубовато-синие плоды симплокоса пучковатого (Symplocos fasciculata). Листья отдельных видов обладают сладковатым привкусом и охотно поедаются домашним скотом.
Некоторые виды культивируются в качестве декоративных растений. Особенно красив симплокос метельчатый (Symplocos paniculata), весной распускающий белые душистые цветки, а осенью увешанный кистями голубых плодов. Отдельные виды находят применение в медицине, а также используются как красильные растения. Из корней симплокоса красильного (Symplocos tinctoria), встречающегося в подлеске густых североамериканских лесов, получают жёлтый краситель. В Японии с этой целью используют листья симплокоса японского (Symplocos lucida).
В Индии красные и жёлтые краски добывают из коры и листьев симплокоса кистевидного (Symplocos racemosa), кроме того, кора этого растения и других близкородственных видов индусы могут применять как средство народной медицины.